# AGA (autó)

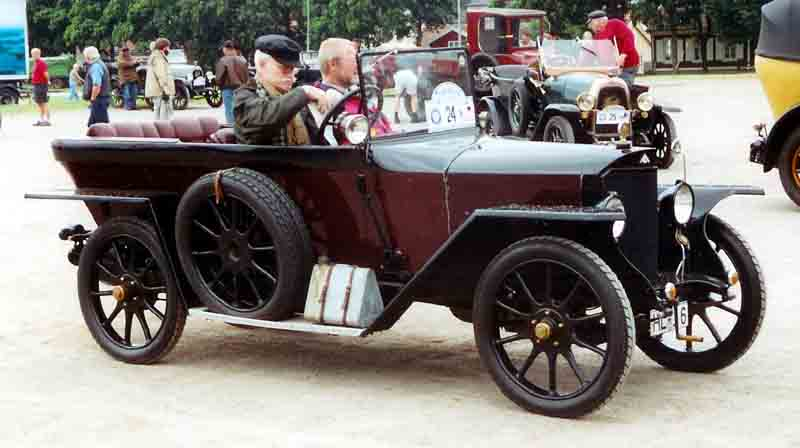
AGA 6/16 PS Typ A Phaeton 1921

Az AGA (Aktiengesellschaft für Automobilbau) egy nagy német személygépkocsi-gyártó vállalat volt. Berlinben gyártotta autóit 1919-től 1929-ig.
Az első személygépkocsi a Typ A egy 1420 cm³-es, négyhengeres volt.  Következett 1921-ben a sikeresebb Typ C, ugyanazzal a motorral; néha taxiként is használták.

## Modellek
- AGA 6/16 PS Typ A
- AGA 6/20 PS Typ C
- AGA 6/24 PS Typ C